# نوكيا 206
نوكيا 206 (بالإنجليزية: Nokia 206)‏ هو هاتف محمول من نوكيا أُصدر فى شهر يناير من عام 2012م.

## الخصائص
- الكاميرا الخلفية: 1.3 ميجابكسل
- الشاشة: إل سي دي 320× 240
- الوزن: 91 غرام
- التخزين: 64 ميجابايت

## المظهر الخارجي
الألوان المقدمة في هذا الهاتف زاهية للغاية وتشبه إلى حد بعيد الاتجاه الحالي لسلسلة لوميا من نوكيا. الألوان المحددة هي السماوي والأرجواني والأصفر والأسود والأبيض. يحتوي الجهاز على هيكل «أحادي اللون» بدلاً من تركيبة. يشبه التصميم الخلفي 206 لهاتف نوكيا لوميا 920، لكن الاختلاف هو أن نوكيا 206 مصنوع من البلاستيك، لوميا 920 مصنوع من بورايد الزركونيوم.

## الكاميرا
الجهاز قادر على التقاط الصور بدقة 1280 × 960 بكسل بكاميرا 1.3 ميجا بكسل. تتضمن ميزات الكاميرا الاتجاه الأفقي، وإعدادات توازن اللون الأبيض التلقائي واليدوي، وشريط الأدوات النشط، ومحرر الصور الثابتة، ومحدد منظر ملء الشاشة، والمؤقت الذاتي. معدل إطارات تشغيل الفيديو المدعوم هو 15 إطارًا في الثانية. بالإضافة إلى أوضاع فيديو توازن اللون الأبيض، فهي: فلورسنت، ساطع، تلقائي وضوء النهار لتسجيل الفيديو.
نوكيا 206 مضمن مع متصفح Nokia Xpress.